# Liste der Nummer-eins-Hits in den USA (2009)
Dies ist eine Liste der Nummer-eins-Hits in den von Billboard ermittelten Charts in den USA (Hot 100) im Jahr 2009. In diesem Jahr gab es dreizehn Nummer-eins-Singles und siebenunddreißig Nummer-eins-Alben.

## Singles
| ← 2008 ← | Liste der Nummer-eins-Hits in den USA | Liste der Nummer-eins-Hits in den USA | Liste der Nummer-eins-Hits in den USA | 2010 →                    |
| \| Zeitraum \| Wo. ges. \| Interpret \| Titel Autor(en) \| Zusätzliche Informationen \| \| (Zeitraum, Wochen auf Platz eins, Interpret, Titel, Autor[en], zusätzliche Informationen) \| \| \| \| \| \| ----------------------------------------------------------------------------------------- \| -------- \| ------------------------------ \| ------------------------------------------------------------------------------------------------------------------------------------------------ \| ------------------------- \| \| 27. Dezember 2008 – 16. Januar 2009 3 Wochen (insgesamt 4) \| 4 \| Beyoncé \| Single Ladies (Put a Ring on It)[1] Christopher "Tricky" Stewart, Terius "The-Dream" Nash, Thaddis Harrell, Beyoncé Knowles \| – \| \| 17. Januar 2009 – 30. Januar 2009 2 Wochen (insgesamt 2) \| 2 \| Lady Gaga feat. Colby O’Donis \| Just Dance[2] Lady Gaga, Nadir "RedOne" Khayat, Aliaune "Akon" Thiam \| – \| \| 7. Februar 2009 – 20. Februar 2009 2 Wochen (insgesamt 2) \| 2 \| Kelly Clarkson \| My Life Would Suck Without You[3] Max Martin, Lukasz Gottwald, Claude Kelly \| – \| \| 21. Februar 2009 – 27. Februar 2009 1 Woche (insgesamt 1) \| 1 \| Eminem feat. Dr. Dre & 50 Cent \| Crack a Bottle[4] Marshall Mathers, Andre Young, Curtis Jackson III, Mark Batson, Dawaun Parker, Trevor Lawrence, Jean Renard \| – \| \| 28. Februar 2009 – 10. April 2009 6 Wochen (insgesamt 6) \| 6 \| Flo Rida feat. Kesha \| Right Round[5] Flo Rida, Dr. Luke, Kool Kojak, DJ Frank E, Philip Lawrence, Bruno Mars, Aaron Bay-Schuck, Dead or Alive \| – \| \| 11. April 2009 – 17. April 2009 1 Woche (insgesamt 1) \| 1 \| Lady Gaga \| Poker Face[6] Stefani Germanotta, Nadir Khayat \| – \| \| 18. April 2009 – 10. Juli 2009 12 Wochen (insgesamt 12) \| 12 \| The Black Eyed Peas \| Boom Boom Pow[7] William Adams, Allan Pineda, Jaime Gomez, Stacy Ferguson \| – \| \| 11. Juli 2009 – 16. Oktober 2009 14 Wochen (insgesamt 14) \| 14 \| The Black Eyed Peas \| I Gotta Feeling[8] The Black Eyed Peas, David Guetta, Frédéric Riesterer \| – \| \| 17. Oktober 2009 – 23. Oktober 2009 1 Woche (insgesamt 2) \| 2 \| Jay Sean feat. Lil Wayne \| Down[9] Kamaljit Jhooti, Dwayne Carter, Jared Cotter, J-Remy, Bobby Bass, Jonathan Perkins \| – \| \| 24. Oktober 2009 – 30. Oktober 2009 1 Woche (insgesamt 1) \| 1 \| Britney Spears \| 3[10] Max Martin, Shellback, Tiffany Amber \| – \| \| 31. Oktober 2009 – 6. November 2009 1 Woche (insgesamt 2) \| 2 \| Jay Sean feat. Lil Wayne \| Down Kamaljit Jhooti, Dwayne Carter, Jared Cotter, J-Remy, Bobby Bass, Jonathan Perkins \| – \| \| 7. November 2009 – 13. November 2009 1 Woche (insgesamt 2) \| 2 \| Owl City \| Fireflies[11] Adam Young \| – \| \| 14. November 2009 – 20. November 2009 1 Woche (insgesamt 1) \| 1 \| Jason Derulo \| Whatcha Say[12] Jason Desrouleaux, Kisean Anderson, Achraf Baachaoui, J-Lex, Leff Row, Jonathan Rotem, Imogen Heap \| – \| \| 21. November 2009 – 27. November 2009 1 Woche (insgesamt 2) \| 2 \| Owl City \| Fireflies Adam Young \| – \| \| 28. November 2009 – 1. Januar 2010 5 Wochen (insgesamt 5) \| 5 \| Jay-Z feat. Alicia Keys \| Empire State of Mind[13] Angela Hunte, Alicia Keys, Alexander Shuckburgh, Burt Keyes, Jane't "Jnay" Sewell-Ulepic, Shawn Carter, Sylvia Robinson \| – \| |                                       |                                       | |                           |
| ← 2008 |                                       |                                       | | → 2010 →                  |
| Zeitraum | Wo. ges.                              | Interpret                             | Titel Autor(en) | Zusätzliche Informationen |
| (Zeitraum, Wochen auf Platz eins, Interpret, Titel, Autor[en], zusätzliche Informationen) |                                       |                                       | |                           |
| 27. Dezember 2008 – 16. Januar 2009 3 Wochen (insgesamt 4) | 4                                     | Beyoncé                               | Single Ladies (Put a Ring on It) Christopher "Tricky" Stewart, Terius "The-Dream" Nash, Thaddis Harrell, Beyoncé Knowles                     | –                         |
| 17. Januar 2009 – 30. Januar 2009 2 Wochen (insgesamt 2) | 2                                     | Lady Gaga feat. Colby O’Donis         | Just Dance Lady Gaga, Nadir "RedOne" Khayat, Aliaune "Akon" Thiam                                                                            | –                         |
| 7. Februar 2009 – 20. Februar 2009 2 Wochen (insgesamt 2) | 2                                     | Kelly Clarkson                        | My Life Would Suck Without You Max Martin, Lukasz Gottwald, Claude Kelly                                                                     | –                         |
| 21. Februar 2009 – 27. Februar 2009 1 Woche (insgesamt 1) | 1                                     | Eminem feat. Dr. Dre & 50 Cent        | Crack a Bottle Marshall Mathers, Andre Young, Curtis Jackson III, Mark Batson, Dawaun Parker, Trevor Lawrence, Jean Renard                   | –                         |
| 28. Februar 2009 – 10. April 2009 6 Wochen (insgesamt 6) | 6                                     | Flo Rida feat. Kesha                  | Right Round Flo Rida, Dr. Luke, Kool Kojak, DJ Frank E, Philip Lawrence, Bruno Mars, Aaron Bay-Schuck, Dead or Alive                         | –                         |
| 11. April 2009 – 17. April 2009 1 Woche (insgesamt 1) | 1                                     | Lady Gaga                             | Poker Face Stefani Germanotta, Nadir Khayat                                                                                                  | –                         |
| 18. April 2009 – 10. Juli 2009 12 Wochen (insgesamt 12) | 12                                    | The Black Eyed Peas                   | Boom Boom Pow William Adams, Allan Pineda, Jaime Gomez, Stacy Ferguson                                                                       | –                         |
| 11. Juli 2009 – 16. Oktober 2009 14 Wochen (insgesamt 14) | 14                                    | The Black Eyed Peas                   | I Gotta Feeling The Black Eyed Peas, David Guetta, Frédéric Riesterer                                                                        | –                         |
| 17. Oktober 2009 – 23. Oktober 2009 1 Woche (insgesamt 2) | 2                                     | Jay Sean feat. Lil Wayne              | Down Kamaljit Jhooti, Dwayne Carter, Jared Cotter, J-Remy, Bobby Bass, Jonathan Perkins                                                      | –                         |
| 24. Oktober 2009 – 30. Oktober 2009 1 Woche (insgesamt 1) | 1                                     | Britney Spears                        | 3 Max Martin, Shellback, Tiffany Amber | –                         |
| 31. Oktober 2009 – 6. November 2009 1 Woche (insgesamt 2) | 2                                     | Jay Sean feat. Lil Wayne              | Down Kamaljit Jhooti, Dwayne Carter, Jared Cotter, J-Remy, Bobby Bass, Jonathan Perkins                                                      | –                         |
| 7. November 2009 – 13. November 2009 1 Woche (insgesamt 2) | 2                                     | Owl City                              | Fireflies Adam Young | –                         |
| 14. November 2009 – 20. November 2009 1 Woche (insgesamt 1) | 1                                     | Jason Derulo                          | Whatcha Say Jason Desrouleaux, Kisean Anderson, Achraf Baachaoui, J-Lex, Leff Row, Jonathan Rotem, Imogen Heap                               | –                         |
| 21. November 2009 – 27. November 2009 1 Woche (insgesamt 2) | 2                                     | Owl City                              | Fireflies Adam Young | –                         |
| 28. November 2009 – 1. Januar 2010 5 Wochen (insgesamt 5) | 5                                     | Jay-Z feat. Alicia Keys               | Empire State of Mind Angela Hunte, Alicia Keys, Alexander Shuckburgh, Burt Keyes, Jane't "Jnay" Sewell-Ulepic, Shawn Carter, Sylvia Robinson | –                         |

## Alben
| ← 2008 ← | Liste der Nummer-eins-Alben in den USA | Liste der Nummer-eins-Alben in den USA | Liste der Nummer-eins-Alben in den USA | 2010 →                    |
| \| Zeitraum \| Wo. ges. \| Interpret \| Titel \| Zusätzliche Informationen \| \| (Zeitraum, Wochen auf Platz eins, Interpret, Titel, zusätzliche Informationen) \| \| \| \| \| \| ------------------------------------------------------------------------------ \| -------- \| ---------------------------------- \| ------------------------------------ \| ------------------------- \| \| 27. Dezember 2008 – 13. Februar 2009 7 Wochen (insgesamt 11) \| 11 \| Taylor Swift \| Fearless[14] \| – \| \| 14. Februar 2009 – 20. Februar 2009 1 Woche (insgesamt 1) \| 1 \| Bruce Springsteen \| Working on a Dream[15] \| – \| \| 21. Februar 2009 – 27. Februar 2009 1 Woche (insgesamt 1) \| 1 \| The Fray \| The Fray[16] \| – \| \| 28. Februar 2009 – 20. März 2009 3 Wochen (insgesamt 11) \| 11 \| Taylor Swift \| Fearless \| – \| \| 21. März 2009 – 27. März 2009 1 Woche (insgesamt 1) \| 1 \| U2 \| No Line on the Horizon[17] \| – \| \| 28. März 2009 – 10. April 2009 2 Wochen (insgesamt 2) \| 2 \| Kelly Clarkson \| All I Ever Wanted[18] \| – \| \| 11. April 2009 – 17. April 2009 1 Woche (insgesamt 1) \| 1 \| Various Artists \| Now That’s What I Call Music! 30 \| – \| \| 18. April 2009 – 24. April 2009 1 Woche (insgesamt 1) \| 1 \| Keith Urban \| Defying Gravity[19] \| – \| \| 25. April 2009 – 1. Mai 2009 1 Woche (insgesamt 1) \| 1 \| Rascal Flatts \| Unstoppable[20] \| – \| \| 2. Mai 2009 – 8. Mai 2009 1 Woche (insgesamt 1) \| 1 \| Original Motion Picture Soundtrack \| Hannah Montana: The Movie[21] \| – \| \| 9. Mai 2009 – 15. Mai 2009 1 Woche (insgesamt 1) \| 1 \| Rick Ross \| Deeper Than Rap[22] \| – \| \| 16. Mai 2009 – 22. Mai 2009 1 Woche (insgesamt 1) \| 1 \| Bob Dylan \| Together Through Life[23] \| – \| \| 23. Mai 2009 – 29. Mai 2009 1 Woche (insgesamt 1) \| 1 \| Chrisette Michele \| Epiphany[24] \| – \| \| 30. Mai 2009 – 5. Juni 2009 1 Woche (insgesamt 1) \| 1 \| Green Day \| 21st Century Breakdown[25] \| – \| \| 6. Juni 2009 – 19. Juni 2009 2 Wochen (insgesamt 2) \| 2 \| Eminem \| Relapse[26] \| – \| \| 20. Juni 2009 – 26. Juni 2009 1 Woche (insgesamt 2) \| 2 \| Dave Matthews Band \| Big Whiskey & The GrooGrux King[27] \| – \| \| 27. Juni 2009 – 3. Juli 2009 1 Woche (insgesamt 1) \| 1 \| The Black Eyed Peas \| The E.N.D.[28] \| – \| \| 4. Juli 2009 – 10. Juli 2009 1 Woche (insgesamt 1) \| 1 \| Jonas Brothers \| Lines, Vines and Trying Times[29] \| – \| \| 11. Juli 2009 – 17. Juli 2009 1 Woche (insgesamt 2) \| 2 \| The Black Eyed Peas \| The E.N.D. \| – \| \| 18. Juli 2009 – 24. Juli 2009 1 Woche (insgesamt 1) \| 1 \| Various Artists \| Now That’s What I Call Music! 31[30] \| – \| \| 25. Juli 2009 – 31. Juli 2009 1 Woche (insgesamt 1) \| 1 \| Maxwell \| BLACKsummers'night[31] \| – \| \| 1. August 2009 – 7. August 2009 1 Woche (insgesamt 1) \| 1 \| Daughtry \| Leave This Town[32] \| – \| \| 8. August 2009 – 14. August 2009 1 Woche (insgesamt 1) \| 1 \| Demi Lovato \| Here We Go Again[33] \| – \| \| 15. August 2009 – 21. August 2009 1 Woche (insgesamt 1) \| 1 \| Fabolous \| Loso’s Way[34] \| – \| \| 22. August 2009 – 28. August 2009 1 Woche (insgesamt 1) \| 1 \| Sugarland \| Live on the Inside[35] \| – \| \| 29. August 2009 – 4. September 2009 1 Woche (insgesamt 1) \| 1 \| George Strait \| Twang[36] \| – \| \| 5. September 2009 – 11. September 2009 1 Woche (insgesamt 1) \| 1 \| Reba McEntire \| Keep on Loving You[37] \| – \| \| 12. September 2009 – 18. September 2009 1 Woche (insgesamt 1) \| 1 \| Colbie Caillat \| Breakthrough[38] \| – \| \| 19. September 2009 – 25. September 2009 1 Woche (insgesamt 1) \| 1 \| Whitney Houston \| I Look to You[39] \| – \| \| 26. September 2009 – 9. Oktober 2009 2 Wochen (insgesamt 2) \| 2 \| Jay-Z \| The Blueprint 3[40] \| – \| \| 10. Oktober 2009 – 16. Oktober 2009 1 Woche (insgesamt 1) \| 1 \| Pearl Jam \| Backspacer[41] \| – \| \| 17. Oktober 2009 – 23. Oktober 2009 1 Woche (insgesamt 1) \| 1 \| Barbra Streisand \| Love is The Answer[42] \| – \| \| 24. Oktober 2009 – 6. November 2009 2 Wochen (insgesamt 2) \| 2 \| Michael Bublé \| Crazy Love[43] \| – \| \| 7. November 2009 – 13. November 2009 1 Woche (insgesamt 1) \| 1 \| Original Motion Picture Soundtrack \| The Twilight Saga: New Moon[44] \| – \| \| 14. November 2009 – 20. November 2009 1 Woche (insgesamt 1) \| 1 \| Michael Jackson \| This Is It[45] \| – \| \| 21. November 2009 – 27. November 2009 1 Woche (insgesamt 1) \| 1 \| Carrie Underwood \| Play On[46] \| – \| \| 28. November 2009 – 4. Dezember 2009 1 Woche (insgesamt 1) \| 1 \| Bon Jovi \| The Circle[47] \| – \| \| 5. Dezember 2009 – 11. Dezember 2009 1 Woche (insgesamt 1) \| 1 \| John Mayer \| Battle Studies[48] \| – \| \| 12. Dezember 2009 – 25. Dezember 2009 2 Wochen (insgesamt 2) \| 2 \| Susan Boyle \| I Dreamed a Dream[49] \| – \| |                                        |                                        |                                        |                           |
| ← 2008 |                                        |                                        |                                        | → 2010 →                  |
| Zeitraum | Wo. ges.                               | Interpret                              | Titel                                  | Zusätzliche Informationen |
| (Zeitraum, Wochen auf Platz eins, Interpret, Titel, zusätzliche Informationen) |                                        |                                        |                                        |                           |
| 27. Dezember 2008 – 13. Februar 2009 7 Wochen (insgesamt 11) | 11                                     | Taylor Swift                           | Fearless                               | –                         |
| 14. Februar 2009 – 20. Februar 2009 1 Woche (insgesamt 1) | 1                                      | Bruce Springsteen                      | Working on a Dream                     | –                         |
| 21. Februar 2009 – 27. Februar 2009 1 Woche (insgesamt 1) | 1                                      | The Fray                               | The Fray                               | –                         |
| 28. Februar 2009 – 20. März 2009 3 Wochen (insgesamt 11) | 11                                     | Taylor Swift                           | Fearless                               | –                         |
| 21. März 2009 – 27. März 2009 1 Woche (insgesamt 1) | 1                                      | U2                                     | No Line on the Horizon                 | –                         |
| 28. März 2009 – 10. April 2009 2 Wochen (insgesamt 2) | 2                                      | Kelly Clarkson                         | All I Ever Wanted                      | –                         |
| 11. April 2009 – 17. April 2009 1 Woche (insgesamt 1) | 1                                      | Various Artists                        | Now That’s What I Call Music! 30       | –                         |
| 18. April 2009 – 24. April 2009 1 Woche (insgesamt 1) | 1                                      | Keith Urban                            | Defying Gravity                        | –                         |
| 25. April 2009 – 1. Mai 2009 1 Woche (insgesamt 1) | 1                                      | Rascal Flatts                          | Unstoppable                            | –                         |
| 2. Mai 2009 – 8. Mai 2009 1 Woche (insgesamt 1) | 1                                      | Original Motion Picture Soundtrack     | Hannah Montana: The Movie              | –                         |
| 9. Mai 2009 – 15. Mai 2009 1 Woche (insgesamt 1) | 1                                      | Rick Ross                              | Deeper Than Rap                        | –                         |
| 16. Mai 2009 – 22. Mai 2009 1 Woche (insgesamt 1) | 1                                      | Bob Dylan                              | Together Through Life                  | –                         |
| 23. Mai 2009 – 29. Mai 2009 1 Woche (insgesamt 1) | 1                                      | Chrisette Michele                      | Epiphany                               | –                         |
| 30. Mai 2009 – 5. Juni 2009 1 Woche (insgesamt 1) | 1                                      | Green Day                              | 21st Century Breakdown                 | –                         |
| 6. Juni 2009 – 19. Juni 2009 2 Wochen (insgesamt 2) | 2                                      | Eminem                                 | Relapse                                | –                         |
| 20. Juni 2009 – 26. Juni 2009 1 Woche (insgesamt 2) | 2                                      | Dave Matthews Band                     | Big Whiskey & The GrooGrux King        | –                         |
| 27. Juni 2009 – 3. Juli 2009 1 Woche (insgesamt 1) | 1                                      | The Black Eyed Peas                    | The E.N.D.                             | –                         |
| 4. Juli 2009 – 10. Juli 2009 1 Woche (insgesamt 1) | 1                                      | Jonas Brothers                         | Lines, Vines and Trying Times          | –                         |
| 11. Juli 2009 – 17. Juli 2009 1 Woche (insgesamt 2) | 2                                      | The Black Eyed Peas                    | The E.N.D.                             | –                         |
| 18. Juli 2009 – 24. Juli 2009 1 Woche (insgesamt 1) | 1                                      | Various Artists                        | Now That’s What I Call Music! 31       | –                         |
| 25. Juli 2009 – 31. Juli 2009 1 Woche (insgesamt 1) | 1                                      | Maxwell                                | BLACKsummers'night                     | –                         |
| 1. August 2009 – 7. August 2009 1 Woche (insgesamt 1) | 1                                      | Daughtry                               | Leave This Town                        | –                         |
| 8. August 2009 – 14. August 2009 1 Woche (insgesamt 1) | 1                                      | Demi Lovato                            | Here We Go Again                       | –                         |
| 15. August 2009 – 21. August 2009 1 Woche (insgesamt 1) | 1                                      | Fabolous                               | Loso’s Way                             | –                         |
| 22. August 2009 – 28. August 2009 1 Woche (insgesamt 1) | 1                                      | Sugarland                              | Live on the Inside                     | –                         |
| 29. August 2009 – 4. September 2009 1 Woche (insgesamt 1) | 1                                      | George Strait                          | Twang                                  | –                         |
| 5. September 2009 – 11. September 2009 1 Woche (insgesamt 1) | 1                                      | Reba McEntire                          | Keep on Loving You                     | –                         |
| 12. September 2009 – 18. September 2009 1 Woche (insgesamt 1) | 1                                      | Colbie Caillat                         | Breakthrough                           | –                         |
| 19. September 2009 – 25. September 2009 1 Woche (insgesamt 1) | 1                                      | Whitney Houston                        | I Look to You                          | –                         |
| 26. September 2009 – 9. Oktober 2009 2 Wochen (insgesamt 2) | 2                                      | Jay-Z                                  | The Blueprint 3                        | –                         |
| 10. Oktober 2009 – 16. Oktober 2009 1 Woche (insgesamt 1) | 1                                      | Pearl Jam                              | Backspacer                             | –                         |
| 17. Oktober 2009 – 23. Oktober 2009 1 Woche (insgesamt 1) | 1                                      | Barbra Streisand                       | Love is The Answer                     | –                         |
| 24. Oktober 2009 – 6. November 2009 2 Wochen (insgesamt 2) | 2                                      | Michael Bublé                          | Crazy Love                             | –                         |
| 7. November 2009 – 13. November 2009 1 Woche (insgesamt 1) | 1                                      | Original Motion Picture Soundtrack     | The Twilight Saga: New Moon            | –                         |
| 14. November 2009 – 20. November 2009 1 Woche (insgesamt 1) | 1                                      | Michael Jackson                        | This Is It                             | –                         |
| 21. November 2009 – 27. November 2009 1 Woche (insgesamt 1) | 1                                      | Carrie Underwood                       | Play On                                | –                         |
| 28. November 2009 – 4. Dezember 2009 1 Woche (insgesamt 1) | 1                                      | Bon Jovi                               | The Circle                             | –                         |
| 5. Dezember 2009 – 11. Dezember 2009 1 Woche (insgesamt 1) | 1                                      | John Mayer                             | Battle Studies                         | –                         |
| 12. Dezember 2009 – 25. Dezember 2009 2 Wochen (insgesamt 2) | 2                                      | Susan Boyle                            | I Dreamed a Dream                      | –                         |

## Jahreshitparaden
| ← 2008 ← | Liste der Nummer-eins-Hits in den USA | Liste der Nummer-eins-Hits in den USA                                 | Liste der Nummer-eins-Hits in den USA | 2010 →   |
| \| Singles \| Position# \| Alben \| \| ----------------------------------------------------------------------------------------------------------------------------------------- \| --------- \| --------------------------------------------------------------------- \| \| Boom Boom Pow The Black Eyed Peas William Adams, Allan Pineda, Jaime Gomez, Stacy Ferguson \| 1 \| Fearless Taylor Swift \| \| Poker Face Lady Gaga Stefani Germanotta, Nadir Khayat \| 2 \| I Am … Sasha Fierce Beyoncé \| \| Just Dance Lady Gaga feat. Colby O’Donis Lady Gaga, Nadir "RedOne" Khayat, Aliaune "Akon" Thiam \| 3 \| Dark Horse Nickelback \| \| I Gotta Feeling The Black Eyed Peas The Black Eyed Peas, David Guetta, Frédéric Riesterer \| 4 \| The Twilight Saga: New Moon O.S.T. Original Motion Picture Soundtrack \| \| Love Story Taylor Swift \| 5 \| Hannah Montana: The Movie Original Motion Picture Soundtrack \| \| Right Round Flo Rida feat. Kesha Flo Rida, Dr. Luke, Kool Kojak, DJ Frank E, Philip Lawrence, Bruno Mars, Aaron Bay-Schuck, Dead or Alive \| 6 \| Circus Britney Spears \| \| I’m Yours Jason Mraz \| 7 \| 808s & Heartbreak Kanye West \| \| Single Ladies (Put a Ring on It) Beyoncé Christopher "Tricky" Stewart, Terius "The-Dream" Nash, Thaddis Harrell, Beyoncé Knowles \| 8 \| The Fame Lady Gaga \| \| Heartless Kanye West Kanye West, Ernest Wilson, Scott Mescudi, Malik Jones \| 9 \| Relapse Eminem \| \| Gives You Hell The All-American Rejects Nick Wheeler, Tyson Ritter \| 10 \| The E.N.D. The Black Eyed Peas \| |                                       |                                                                       |                                       |          |
| ← 2008 |                                       |                                                                       |                                       | → 2010 → |
| Singles | Position#                             | Alben                                                                 |                                       |          |
| Boom Boom Pow The Black Eyed Peas William Adams, Allan Pineda, Jaime Gomez, Stacy Ferguson | 1                                     | Fearless Taylor Swift                                                 |                                       |          |
| Poker Face Lady Gaga Stefani Germanotta, Nadir Khayat | 2                                     | I Am … Sasha Fierce Beyoncé                                           |                                       |          |
| Just Dance Lady Gaga feat. Colby O’Donis Lady Gaga, Nadir "RedOne" Khayat, Aliaune "Akon" Thiam | 3                                     | Dark Horse Nickelback                                                 |                                       |          |
| I Gotta Feeling The Black Eyed Peas The Black Eyed Peas, David Guetta, Frédéric Riesterer | 4                                     | The Twilight Saga: New Moon O.S.T. Original Motion Picture Soundtrack |                                       |          |
| Love Story Taylor Swift | 5                                     | Hannah Montana: The Movie Original Motion Picture Soundtrack          |                                       |          |
| Right Round Flo Rida feat. Kesha Flo Rida, Dr. Luke, Kool Kojak, DJ Frank E, Philip Lawrence, Bruno Mars, Aaron Bay-Schuck, Dead or Alive | 6                                     | Circus Britney Spears                                                 |                                       |          |
| I’m Yours Jason Mraz | 7                                     | 808s & Heartbreak Kanye West                                          |                                       |          |
| Single Ladies (Put a Ring on It) Beyoncé Christopher "Tricky" Stewart, Terius "The-Dream" Nash, Thaddis Harrell, Beyoncé Knowles | 8                                     | The Fame Lady Gaga                                                    |                                       |          |
| Heartless Kanye West Kanye West, Ernest Wilson, Scott Mescudi, Malik Jones | 9                                     | Relapse Eminem                                                        |                                       |          |
| Gives You Hell The All-American Rejects Nick Wheeler, Tyson Ritter | 10                                    | The E.N.D. The Black Eyed Peas                                        |                                       |          |